# Pantcharévo (Pehtchévo)
Pantcharevo ou Pančarevo (en macédonien Панчарево) est un village de l'est de la Macédoine du Nord, situé dans la municipalité de Pehtchevo. Le village comptait 375 habitants en 2002.

## Démographie
Lors du recensement de 2002, le village comptait :
- Macédoniens : 375